# Lista odcinków serialu Pojedynek na życie
Poniżej znajduje się lista odcinków serialu telewizyjnego Pojedynek na życie – który był emitowanego przez amerykańską stację telewizyjną ABC Family od 10 czerwca 2014 roku do 28 września 2015 roku. Łącznie powstały 2 sezony, składające się z 37 odcinków. W Polsce serial jest emitowany przez Lifetime od 8 marca 2015 roku. 
| Sezon | Sezon | Odcinki | Oryginalna emisja | Oryginalna emisja | Oryginalna emisja | Oryginalna emisja | Oryginalna emisja |
| Sezon | Sezon | Odcinki | Premiera sezonu   | Finał sezonu      | Premiera sezonu   | Finał sezonu      |                   |
| ----- | ----- | ------- | ----------------- | ----------------- | ----------------- | ----------------- | ----------------- |
|       | 1     | 21      | 10 czerwca 2014   | 23 marca 2015     | 8 marca 2015      | brak danych       |                   |
|       | 2     | 13      | 6 lipca 2015      | brak danych       | brak danych       | brak danych       |                   |

## Sezon 1 (2014-2015)
| Nr | #  | Tytuł                                                                            | Reżyseria        | Scenariusz                    | Premiera (ABC Family) | Premiera         |
| -- | -- | -------------------------------------------------------------------------------- | ---------------- | ----------------------------- | --------------------- | ---------------- |
| 1  | 1  | Pilot                                                                            | Steve Miner      | Susanna Fogel Joni Lefkowitz  | 10 czerwca 2014       | 8 kwietnia 2015  |
| 2  | 2  | Potrzebna pomoc Help Wanted                                                      | Steve Miner      | Susanna Fogel Joni Lefkowitz  | 17 czerwca 2014       | 15 kwietnia 2015 |
| 3  | 3  | Krew, rak, seks, marchewki Blood Cancer Sex Carrots                              | Joanna Kerns     | Patrick Sean Smith            | 24 czerwca 2014       | 22 kwietnia 2015 |
| 4  | 4  | Wyśpię się po śmierci Ill Sleep When Im Dead                                     | Steve Miner      | Josh Senter                   | 1 lipca 2014          | 29 kwietnia 2015 |
| 5  | 5  | Rodzinne kłamstwa The Family That Lies Together                                  | Andy Wolk        | Linda Burstyn                 | 8 lipca 2014          | 6 maja 2015      |
| 6  | 6  | Czyste umysły, pełnia życia, zakaz jedzenia Clear Minds, Full Lives, Cant Eat    | Steve Miner      | Ann Cherkis                   | 15 lipca 2014         | 13 maja 2015     |
| 7  | 7  | Nieplanowane rodzicielstwo Unplanned Parenthood                                  | Melanie Mayron   | Benjamin C. Jones             | 22 lipca 2014         | 20 maja 2015     |
| 8  | 8  | Śmierć ją dopadnie Death Becomes Her                                             | Steve Miner      | Jeanne Leitenberg             | 29 lipca 2014         | 27 maja 2015     |
| 9  | 9  | Czego się spodziewać po chemioterapii? What to Expect When Youre Expecting Chemo | Melanie Mayron   | Lisa Melamed                  | 5 sierpnia 2014       | 3 czerwca 2015   |
| 10 | 10 | Oswajanie chemioterapii Finding Chemo                                            | Michael Grossman | Susanna Fogel Joni Lefkowitz  | 12 sierpnia 2014      | 10 czerwca 2015  |
| 11 | 11 | Loki miłości Locks of Love                                                       | Lee Rose         | Susanna Fogel Joni Lefkowitz  | 9 grudnia 2014        | 17 czerwca 2015  |
| 12 | 12 | Next April                                                                       | Janice Cooke     | Ann Cherkis                   | 19 stycznia 2015      |                  |
| 13 | 13 | Guess Whos Coming to Donate                                                      | Norman Buckley   | Josh Senter                   | 26 stycznia 2015      | nieemitowany     |
| 14 | 14 | Cancer Friends With Benefits                                                     | Steve Miner      | Linda Burstyn                 | 2 lutego 2015         | nieemitowany     |
| 15 | 15 | April Just Wants to Have Fun                                                     | Joanna Kerns     | Jeanne Leitenberg             | 9 lutego 2015         | nieemitowany     |
| 16 | 16 | The Big Leagues                                                                  | Patrick Norris   | Susanna Fogel, Joni Lefkowitz | 16 lutego 2015        | nieemitowany     |
| 17 | 17 | Model Behavior                                                                   | Steve Miner      | Alison Rymer                  | 23 lutego 2015        | nieemitowany     |
| 18 | 18 | Rest in Peace                                                                    | Melanie Mayron   | Linda Burstyn                 | 2 marca 2015          | nieemitowany     |
| 19 | 19 | Life, Actually                                                                   | Janice Cooke     | Ann Cherkis                   | 9 marca 2015          | nieemitowany     |
| 20 | 20 | No News Is Bad News                                                              | Joe Lazarov      | Susanna Fogel, Joni Lefkowitz | 16 marca 2015         | nieemitowany     |
| 21 | 21 | One Day                                                                          | Wendey Stanzler  | Patrick Sean Smith            | 23 marca 2015         | nieemitowany     |

## Sezon 2 (2015-2016)
| Nr | #  | Tytuł                         | Reżyseria             | Scenariusz         | Premiera (ABC Family) | Premiera     |
| -- | -- | ----------------------------- | --------------------- | ------------------ | --------------------- | ------------ |
| 22 | 1  | A View from the Ledge         | Steve Miner           | Patrick Sean Smith | 6 lipca 2015          | nieemitowany |
| 23 | 2  | The Age of Consent            | Charlie Stratton      | Susanna Fogel      | 13 lipca 2015         | nieemitowany |
| 24 | 3  | Life of Brenna                | Michael Grossman      | Joni Lefkowitz     | 20 lipca 2015         | nieemitowany |
| 25 | 4  | Truly, Madly, Deeply          | Patrick Norris        | Jeanne Leitenberg  | 27 lipca 2015         | nieemitowany |
| 26 | 5  | The Domino Effect             | Wendey Stanzler       | Carrie Rosen       | 3 sierpnia 2015       | nieemitowany |
| 27 | 6  | The Last W                    | Janice Cooke          | Aaron Fullerton    | 10 sierpnia 2015      | nieemitowany |
| 28 | 7  | As Long As We Both Shall Live | Susanna Fogel         | Joni Lefkowitz     | 17 sierpnia 2015      | nieemitowany |
| 29 | 8  | The Ghost in You              | Lee Rose              | Patrick Sean Smith | 24 sierpnia 2015      | nieemitowany |
| 30 | 9  | 'Wild Thing'                  | Joe Lazarov           | Jeanne Leitenberg  | 31 sierpnia 2015      | nieemitowany |
| 31 | 10 | 'A Bottle of Secrets'         | Norman Buckley        | Jeffrey Stepakoff  | 7 września 2015       | nieemitowany |
| 32 | 11 | ' First Person'               | Brandon Mastrippolito | Aaron Fulerton     | 14 września 2015      | nieemitowany |
| 33 | 12 | 'Ready or Not'                | Michael Lange         | Joni Lefkowitz     | 21 września 2015      | nieemitowany |
| 31 | 13 | 'La Dolce Vita'               |                       |                    | 28 września 2015      | nieemitowany |